# Pasaje del Corazón de Jesús (Pasto)

Vista Principal del Edificio

Este pasaje es parte de las construcciones representativas de la capital nariñense. Transitarlo es vivir un viaje en el tiempo y repasar el arte arquitectónico de la época colonial que se replica en diferentes zonas de la ciudad.

## Historia y características
Uno de las más valiosas obras arquitectónicas de la ciudad es precisamente el Edificio del Pasaje Corazón de Jesús. En su arquitectura clásica se puede apreciar lo más representativo del arte republicano de finales del siglo XIX y principios del siglo XX. 
Su belleza y lo admirable de la obra se concentra en la fachada con abundantes vanos  y elementos decorativos. Sus balcones adornan los pisos superiores y enmarcan sus ventanas con onduladas cornisas. En el primer nivel se aprecian vanos rematados por arcos que hacen apreciable todo su aspecto. 
Lo hace también admirable el arco de estructura de ladrillo que forma en su centro como un puente de ingreso a la peatonal que lleva el mismo nombre, adornando su fachada y otorgando elegancia a la calle que lo cubre. Es así el hito arquitectónico y urbano más emblemático de la ciudad.
El edificio fue construido entre 1.925 y 1.934 convirtiéndose en una de las edificaciones civiles de propiedad privada más importantes de la ciudad. En un principio fue destinada para Casa de Ejercicios, después tuvo el funcionamiento de las Oficinas de Salud Pública y Correos y Telégrafos  de Pasto. Hoy en día su uso actual es para locales comerciales y un hotel que cubre gran parte de su construcción.